# My Definition of House Music
Albums de DJ Hell
Munich Machine
(1998)
My Definition of House Music est un maxi de DJ Hell sorti en 1992 et réédité en 2006.

## Liste des morceaux
1. My Definition of House Music – 5:30
2. My Definition of House Music (Resistance D Remix) – 7:06